# Aeródromo de Palma del Río
El aeródromo Sebastián Almagro, también conocido como aeródromo de Palma del Río, es un aeródromo privado que se encuentra situado en el término municipal de Palma del Río, en la provincia de Córdoba (España). El recinto dispone de diversas instalaciones.
Recibe su nombre por el piloto Sebastián Almagro Castellanos.

## Características
Está situado a 120 metros de altitud en el término municipal de Palma del Río. Su código OACI es LEPR. La longitud de la pista de asfalto es de unos 830 m y orientación 07/25. Es un aeródromo privado destinado a la aviación general, vuelo sin motor y aviación ultraligera.